# Alfredo Torres
Alfredo Torres (* 31. Mai 1935 in La Experiencia, Jalisco; † 10. November 2022 in Guadalajara), auch bekannt unter dem Spitznamen Pistache, war ein mexikanischer Fußballspieler. Der vielseitige Außenverteidiger war auf allen Positionen einsetzbar und spielte häufig auch in der Offensive. Er gilt als das größte Idol aller Zeiten seines langjährigen Vereins Atlas Guadalajara.

## Biografie

### Verein
Seine Jugendzeit verbrachte er beim Club Deportivo Imperio; einem Verein seines Viertels, aus dessen Nachwuchs eine Reihe von Talenten hervorgegangen ist. Wie zum Beispiel auch sein Jugendfreund José „Jamaicón“ Villegas, der 1952 allerdings zu seinem Todfeind auf dem Spielfeld werden sollte, weil er sich dem Club Deportivo Guadalajara angeschlossen hatte; dem Erzrivalen von Torres’ Club Atlas.
„El Pistache“ Torres begann seine Profikarriere 1951 beim frisch gekürten Meister der mexikanischen Liga, Atlas, der in der benachbarten Großstadt Guadalajara beheimatet ist. Doch bereits wenige Jahre nach diesem größten Triumph des Club Atlas stieg der Verein 1954 in die zweite Liga ab und Torres wurde (ohne seine Zustimmung) an den Deportivo Toluca FC verkauft. Dort blieb er allerdings nur eine kurze Zeit, weil seine Mutter, die ihren Sohn angeblich zu Hause dringend benötigte, auf seiner Rückkehr bestand. Also kam er zurück und schaffte mit Atlas den sofortigen Wiederaufstieg in die erste Liga.

### Nationalmannschaft
Sein Debüt in der mexikanischen Nationalmannschaft feierte Pistache Torres beim 4:0-Sieg gegen Haiti am 27. Dezember 1953 im Rahmen der WM-Qualifikation 1954, in der er auch seine beiden nächsten Länderspiele gegen die USA (4:0 und 3:1) im Januar 1954 bestritt und zum 3:1-Sieg zwei Treffer beisteuerte.
Bei der anschließenden Fußball-Weltmeisterschaft 1954 bestritt er beide Spiele, absolvierte danach aber kein Länderspiel mehr.

### Trainer und Talentsucher
Torres blieb dem Club Atlas sein Leben lang verbunden. Nach knapp 20 Jahren als Spieler war er als Trainer, Co-Trainer, Direktor der Fußballschule und zuletzt als Talentspäher für die Rot-Schwarzen tätig. Heute trägt das Trainingsgelände der Atlatistas seinen Namen: Campo Alfredo „Pistache“ Torres.
Zweimal führte er die Rojinegros unmittelbar nach ihren Abstiegen in die Zweitklassigkeit zurück in die Primera División (1972 und 1979). Ein weiterer Aufstieg ins Fußballoberhaus gelang ihm in der Saison 1982/83 als Trainer von Unión de Curtidores.

## Anekdoten
Gewöhnlich war Torres stets der letzte Spieler seiner Mannschaft, der auf das Spielfeld kam. Am Tag der Einweihung des Estadio Jalisco am 31. Januar 1960 bei der Begegnung zwischen Atlas und San Lorenzo de Almagro (0:2) standen die Mannschaften bereits am Spielfeldrand und wärmten sich auf, als Torres zu seinen Kameraden scherzhaft meinte: „Heute will ich endlich mal der erste sein.“ Seither ist er bekannt als der erste Spieler, der im Estadio Jalisco zum Pinkeln ging. „Leider war ich aber auch der erste Spieler, der in diesem Stadion einen Platzverweis erhielt“, erinnert sich Torres an sein Malheur im zweiten Spiel des „Fünferturniers“ zwischen Atlas und dem Stadtrivalen Club Deportivo Oro, das seine Mannschaft dennoch mit 2:1 gewann.